# باشگاه فوتبال کارپاتی لویو
باشگاه فوتبال کارپاتی لِـویو  (به اوکراینی: ФК Карпати Львів) باشگاه فوتبال اوکراینی است که در شهر لویو قرار دارد و هم‌اکنون جز باشگاه‌هایی است که در لیگ برتر فوتبال اوکراین بازی می‌کند.
این باشگاه در تاریخ ۱۸ ژانویه ۱۹۶۳ تأسیس شده‌است.

## افتخارات
- لیگ برتر فوتبال اوکراین 
  - مقام سوم (۱): ۹۸-۱۹۹۷
- لیگ دسته اول فوتبال اوکراین 
  - نایب قهرمان (۱): ۲۰۰۵
- جام حذفی فوتبال اوکراین
  - نایب قهرمان (2): ۱۹۹۳، ۱۹۹۹